# Henry Hopkins Sibley
Henry Hopkins Sibley (25 mei 1816 – 23 augustus 1886) was een Amerikaans beroepsmilitair in het United States Army en een brigadegeneraal in het Confederate States Army tijdens de Amerikaanse Burgeroorlog. Na de oorlog was hij enkele jaren werkzaam als militair adviseur in het leger van de Kedive van Egypte. Hij was de uitvinder van de tent die zijn naam draagt en vele jaren werd gebruikt in het Amerikaanse en Britse leger.

## Vroege jaren
Henry Hopkins Sibley werd geboren op 25 mei 1816 in Natchitoches, Louisiana. Hij was de zoon van Samuel Hopkins Sibley, een ambtenaar verbonden aan de lokale parochie. Zijn grootvader was John Sibley die als arts gediend heeft tijdens de Amerikaanse Onafhankelijkheidsoorlog en in 1803 deelnam aan een expeditie om de Red River ter verkennen na de Aankoop van Louisiana. John Sibley vestigde zich in Natchitoches waar ook Henry geboren werd.
Na het overlijden van zijn vader werd de zesjarige Henry naar Missouri gestuurd. Daar werd hij opgevoed door zijn oom langs vaderszijde George C. Sibley en zijn echtgenote Mary Easton.
Henry Hastings Sibley (1811-1891) was een verre neef van Henry Hopkins Sibley. Hij was de eerste gouverneur van Minnesota en zou dienen als brigadegeneraal in het Union Army.

## Officier in de U.S. Army
Op zeventienjarige leeftijd werd Sibley toegelaten tot het United States Military Academy in New York. In 1838 studeerde hij af en werd benoemd tot tweede luitenant in de 2nd U.S. Dragoons.

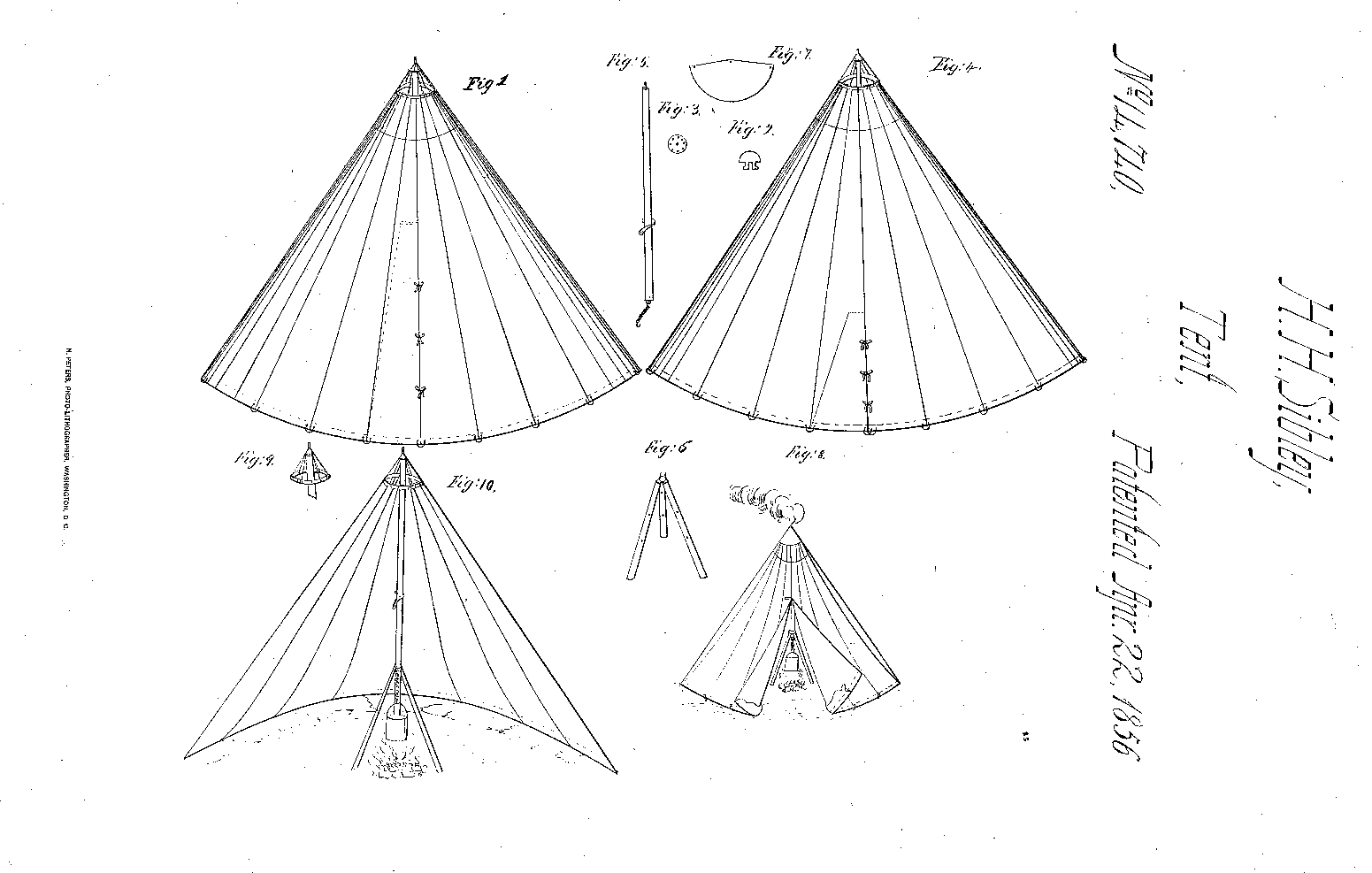
US patent nr. 14740, met de technische tekening voor Sigbley’s tent.

Sibley nam deel aan de Tweede Seminole Oorlog in Florida in 1840 en 1841, maakte deel uit van het bezettingsleger in Texas tussen 1845 en 1846 en nam deel aan de Mexicaans-Amerikaanse Oorlog in 1847 en 1848. Tussen 1850 en 1855 was hij in verschillende garnizoenen in Texas gestationeerd. In de jaren 1850 kreeg hij een patent voor zijn Sibley tent, een taps toelopende tent waarin 12 soldaten konden slapen. Deze tenten werden veel gebruikt tijdens de Amerikaanse Burgeroorlog door beide partijen. Ook het Britse leger nam deze tenten in gebruik. Hij bouwde ook de Sibley stove of Sibley tent stove. Een verwarmingselement dat aangepast was aan zijn tent en tot in de Tweede Wereldoorlog gebruikt werd.
Tussen 1855 en 1857 maakte Silbey deel uit van de troepen die de onlusten in Kansas onder controle moesten krijgen. In de jaren 1857 tot 1860 nam hij deel aan de Utah Oorlog en in 1860 en 1861 was hij gestationeerd in New Mexico.

## Amerikaanse Burgeroorlog
Na de Aanval op Fort Sumter in april 1861 en het uitbreken van de Amerikaanse Burgeroorlog nam Sibley, op dezelfde dag van zijn promotie tot majoor, op 13 mei 1861 ontslag uit het leger. Hij nam kort daarop dienst in het Confederate States Army. 
Sibley werd  tot brigadegeneraal benoemd en kreeg het bevel over een cavaleriebrigade in het westen van Texas. Hij hernoemde zijn kleine strijdmacht de Army of New Mexico en maakte ambitieuze plannen voor een Veldtocht in New Mexico. Het eerste deel van zijn plan bestond eruit om Albuquerque en Santa Fé te veroveren. Deze plaatsen zou hij dan uitbouwen tot bevoorradingsdepots om het tweede deel van zijn plan uit te voeren, namelijk verder oprukken in noordelijke richting naar Colorado om de verschillende goud- en zilvermijnen te veroveren, wat goed zou zijn voor de schatkist van de Geconfedereerde Staten van Amerika. Vandaar wou hij aansluiting zoeken met de Zuidelijke eenheden onder leiding van luitenant John R. Baylor die al grote delen van New Mexico en Arizona onder controle had. Het uiteindelijke doel van zijn plan was om havens in Californië te veroveren. Zo kon de Noordelijke maritieme blokkade in de Atlantische oceaan omzeild worden.
Sibley behaalde een eerste succes bij Valverde op 20 en 21 februari en nam begin maart Albuquerque en Santa Fé in. Hoewel hij op 28 maart een overwinning behaalde bij Glorieta Pass moest Sibley zijn troepen toch terugtrekken. Tijdens de gevechten was zijn bagagetrein vernietigd en waren de meeste paarden en muilezels gedood. Ondertussen waren er Noordelijke versterkingen op weg vanuit Californië. Sibley trok zich volledig terug tot zijn uitvalsbasis in Fort Bliss. Alle hoop om de mijnen in Colorado en de havens in Californië te veroveren was verdwenen.
Na de mislukking van zijn veldtocht kreeg Sibley enkele minder belangrijke opdrachten  in het zuiden van Louisiana onder generaal Richard Taylor. Sibley voerde de "Arizona Brigade" aan tijdens de veldslagen van Irish Bend en Fort Bisland. Hij had steeds meer problemen met teveel alcoholverbruik en werd in 1863 voor de krijgraad gebracht wegens lafheid. Hij werd niet veroordeeld, maar kreeg wel een blaam.

## Latere jaren
Na de oorlog rekruteerde Thaddeus P. Mott, een voormalig officier in het Noordelijke leger, voormalige Zuidelijke officieren en soldaten om dienst te nemen in het leger van Ismael Pasha, de Kedive van Egypte. Sibley was een van de eersten die op dit aanbod inging. Hij diende tussen 1870 en 1873 als militair adviseur met de rang van brigadegeneraal van de artillerie. Hij was verantwoordelijk voor de coördinatie van de constructie van verschillende forten langs de kust. Hij kreeg echter opnieuw problemen met alcoholverslaving. 
In 1874 keerde hij terug naar de Verenigde Staten en woonde in bij zijn dochter in Fredericksburg. Hij schreef verschillende artikels over militaire uitvindingen. Hij stierf berooid op 23 augustus 1886. Sibley werd begraven op het Confederate Cemetery van Fredericksburg.